# Vanderlan da Silva Bolzani

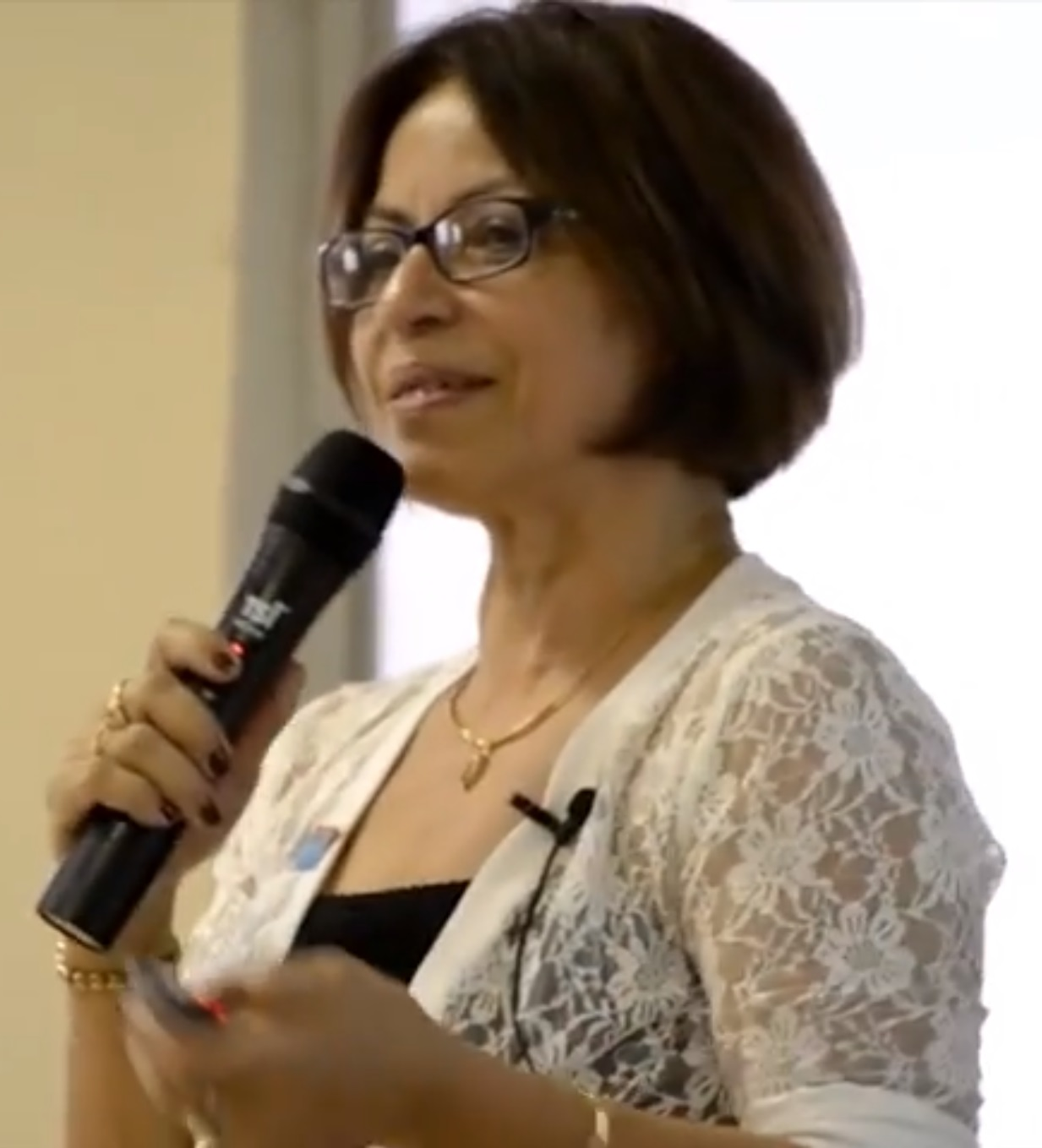
Vanderlan da Silva Bolzani

Vanderlan da Silva Bolzani (* 19. November 1949 in João Pessoa, Brasilien) ist eine brasilianische Chemikerin und Hochschullehrerin. Sie ist Professorin an der Universidade Estadual Paulista (UNESP) und Fellow der Royal Society of Chemistry. Sie war von 2008 bis 2010 die erste Präsidentin der Brasilianischen Chemischen Gesellschaft (SBQ).

## Leben und Werk
Bolzani ist die älteste Tochter von sechs Kindern einer Mutter portugiesischer Abstammung und eines Vaters mit Tabajara-Abstammung. Sie erwarb 1972 ihren Bachelor-Abschluss in Pharmazie an der Universidade Federal da Paraíba, wo sie ursprünglich Medizin studiert hatte. 1975 studierte sie Chemie an der Universität von São Paulo (USP) und erwarb 1978 den Master-Abschluss in organischer Chemie. Danach war sie Assistenzprofessorin an der Universidade Federal da Paraíba und wechselte 1980 als Assistenzprofessorin an die São Paulo State University (UNESP).
Dort promovierte sie 1982 in organischer Chemie bei Otto Richard Gottlieb und erhielt 1990 ein Stipendium des DAAD für eine Ausbildung an der Gottfried Wilhelm Leibniz Universität Hannover. Nach einem Postdoktorat von 1992 bis 1994 an der Virginia Polytechnic Institute and State University bei David Kingston wechselte sie an die São Paulo State University (UNESP) und ist seit 2003 Mitglied der Biota-FAPESP-Programmkoordination. 1996 wurde sie außerordentliche Professorin am Institut für Chemie der Unesp und 2005 Professorin. 2011 und 2013 war sie Gastprofessorin an der Université Pierre et Marie Curie (UPMC) in Paris.
Von 2004 bis 2008 war sie Vizepräsidentin und anschließend bis 2010 Präsidentin der Brasilianischen Chemischen Gesellschaft (SBQ) und von 2022 bis 2024 Mitglied des Beirats. Sie gehörte von 2013 bis 2015 dem Rat der Brasilianischen Gesellschaft für den Fortschritt der Wissenschaft (SBPC) an und war von 2017 bis 2019 Vizepräsidentin. Sie ist Mitglied der International Union of Applied Chemistry (IUPAC), der American Chemical Society (ACS), der American Society of Pharmacognosy (ASP) und Fellow der Royal Society of Chemistry (UK), Mitglied der Brasilianischen Akademie der Wissenschaften (ABC) und der Akademie der Wissenschaften von São Paulo (ACIESP).
2012 wurde sie für 10 Jahre Mitglied des Internationalen wissenschaftlichen Beirats des UNESCO-L’Oréal-Preis. Im Oktober 2013 wurde sie in die The World Academy of Sciences (TWAS) gewählt.
Sie hat über 344 Artikel, 5 Buchkapitel und 7 Patente veröffentlicht. Sie ist Mitglied der Redaktion mehrerer wissenschaftlicher Zeitschriften wie Journal Natural Products, Natural Products Reports, Phytochemistry Letters und Journal of Ethnopharmacology.
Bolani war mit dem Soziologen Jorge Bolzani verheiratet, mit dem sie zwei Kinder bekam. Ihr Ehemann erlitt während ihrer Promotion im Alter von 38 Jahren einen zerebrovaskulären Unfall (CVA) und starb 2011 im Alter von 60 Jahren.

## Forschung
Bolzani beschäftigt sich mit der Isolierung, Bioaktivität und Funktion sekundärer Metabolite und Peptide aus Pflanzen.

### NuBBE-Datenbank und INCTBioNat
1998 gründete sie in Zusammenarbeit mit Márcia Nasser und Maysa Furlan, den Nucleus of Bioassays, Biosynthesis, and Ecophysiology of Natural Products (NuBBE). Unter der Leitung von Bolzani wurde die NuBBE-Datenbank (NuBBE DB) entwickelt, eine frei zugängliche Datenbank zur Aufdeckung chemischer und biologischer Informationen zur brasilianischen Artenvielfalt und der ersten brasilianischen Datenbank für Naturprodukte. 2013 wurde die Einführung der Datenbank im Journal of Natural Products veröffentlicht und der Artikel wurde auf der Webseite des US National Institutes of Health als eine der relevantesten Veröffentlichungen zu Naturprodukten des Jahres 2013 erwähnt. Von 2021 bis 2024 arbeitete sie im Rahmen eines Forschungsprojektes mit Informatikern der HTWK Leipzig zusammen, um Naturstoffkataloge mittels Semantic Web miteinander zu verknüpfen.
Bolzani gründete das National Institute of Science and Technology in Biodiversity and Natural Products (INCTBioNat) ein virtuelles Institut, das von der Stiftung des Bundesstaates São Paulo (FAPESP) und dem Nationalen Rat für wissenschaftliche und technologische Entwicklung (CNPq) gemeinsam unterstützt und von Bolzani koordiniert wird. Das INCTBioNat vereinte 55 Forscher aus 21 Institutionen in verschiedenen Teilen Brasiliens mit dem Ziel, brasilianische Forscher mit Fachwissen in verschiedenen Bereichen der Naturstoffchemie zusammenzubringen und eine Erforschung der Biodiversität durch die Entdeckung bioaktiver Substanzen zu ermöglichen.
Bolzani ist Co-Vorsitzende des Zentrums für Innovation in Biodiversität und Arzneimittelentdeckung (CIBFar, CEPID-FAPESP) eine Initiative mit dem Hauptziel, neue chemische Substanzen, auch aus natürlichen Quellen, mit Potenzial für Innovation und klinische Entwicklung zu entwickeln.

## Auszeichnungen
- 2010: Fellow of the Royal Society of Chemistry
- 2011: Distinguished Women in Science Award der American Chemical Society (ACS) und der International Union of Pure and Applied Chemistry (IUPAC)[15][16]
- 2011: Simão Mathias Medal
- 2014: Capes-Elsevier-Preis
- 2015: Kurt-Politzer-Preis für technologische Innovation – ABIQUIM[17]
- 2017: Otto-Gottlieb-Medaille
- 2018: Scientific Merit Medal Award, Kategorie Commander
- 2019: Vanderlan da Silva Bolzani Award zur Ehrung herausragender Chemiker auf nationaler Ebene[18]
- 2019: Lifetime Achievement Award[19][20]
- 2021: Premio Mujeres Latinoamericanas en Química 2021, Lateinamerikanische Gesellschaft für Chemie/ American Chemical Society (ACS)[21]
- 2022: FESBE Defender of Wissenschaftspreis (2019)

## Veröffentlichungen
- Ao grande cientista Otto Richard Gottlieb, a pequeno ensaio de despedida. In: Revista Brasileira de Farmacognosia. Band  21 , Nr. 3 , 2011, ISSN 0102-695X , doi : 10.1590/S0102-695X2011000300002.